# Гриценко, Александр Николаевич
Алекса́ндр Никола́евич Грице́нко (7 февраля 1980, Астрахань — 8 июля 2022) — русский писатель, драматург, прозаик, журналист, литературный продюсер, театральный режиссёр. Председатель правления Интернационального Союза Писателей.

## Биография
Родился 7 февраля 1980 года в Астрахани в семье морского инженера Гриценко Николая Николаевича и инженера по автоматизации Ситкиной Алевтины Викторовны. Окончив школу, поступил в Литературный институт им. Горького (семинар драматургии), откуда был отчислен с 4 курса "за академическую задолженность".
Литературный редактор издательства «Вагриус» с 2003 года, с 2004 года — корреспондент газеты «Комсомольская правда». В 2005 году занял должность заведующего отделом публицистики еженедельника «Литературная Россия». В 2005 году стал лауреатом премии литературной премии «Дебют» (2005) в номинации «Драматургия» за пьесу «Носитель». В 2008 году вел колонку в «Литературной газете» и авторскую рубрику в литературном приложении к газете «Независимая газета» «НГ-Ex libris». В 2006—2013 годах работал режиссёром Театра кошек Юрия Куклачёва, 2010 году вел с Дмитрием Куклачевым программу на «Радио России» «Только кошки» — о кошках и об искусстве. Выступал и писал статьи в СМИ как гражданский активист в защиту Юрия Куклачева во второй половине 2009 года. В 2009 году стал председателем Высшего экономического Совета Московской городской организации Союза писателей России. В 2012 году перешёл на должность советника по информационной безопасности и экономическим вопросам МГО Союза писателей России.

А.Н.Гриценко был председателем Международного правления Интернационального Союза писателей, членом правления конвента фантастики «Роскон», первым заместителем главного редактора литературного журнала Московской городской организации Союза писателей России «Российский колокол».
Александр Николаевич — автор более 800 статей в периодических изданиях 1996—2012 гг., автор многочисленных рассказов, пьес, романов.

Скоропостижно скончался 8 июля 2022 года

## Мнения
Писатель-фантаст Евгений Щепетнов на известие о смерти Гриценко высказал на форуме fantasts.ru следующее мнение о покойном 
Он был абсолютно никаким писателем, практически графоманом. Но при этом очень интересным собеседником, приятным в общении человеком. Деньги делать умел. Его возненавидели мои коллеги после того, как он сказал, что они приезжают на конференции вечно пьяные, грязные и все такое. И что писать они в большинстве своем просто не умеют. Ну и...все.

Веселый, приятный Бендер. Я лично с ним очень хорошо общался <....> И вот...его нет. Мне лично жаль. Он никого не кидал, не воровал, не грабил. А то, что за деньги выдавал графоманам грамоты и присваивал места в конкурсах - так они того хотели, и получали то, что хотели. Аминь.
Писатель Игорь Градов
не знаю, насколько Гриценко был хорошим писателем (не читал), но то, что он был талантливым бизнесменом, - несомненно. Сумел построить (одним из первых!) весьма прибыльный бизнес на графоманах и успешно зарабатывал деньги. Я лично относился к его конторе (ИСП) всегда сугубо отрицательно, но некоторых его деятельность вполне устраивала...

## Достижения
- Создатель литературных курсов при Московской городской организации Союза писателей России (2010)[6]
- Дипломант литературно-театральной премии «Хрустальная Роза Виктора Розова» (2005)
- Эксперт-ридер Независимой литературной премии «Дебют» по драматургии и кинодраматургии (2006—2012)[7]
- Модератор крупнейшего в России профессионального сообщества журналистов paparazzi (2006)
- Председатель Высшего экономического Совета МГО Союза писателей России, (2009—2012)
- Член-корреспондент Петровской Академии наук и искусств (дата вступления 2010 год)
- Советник по информационной безопасности и экономическим вопросам МГО Союза писателей России (2012)
- Лауреат Премии имени Виталия Бугрова фестиваль Аэлита (2018)[8]

Рассказы и пьесы переведены на английский, испанский, итальянский, шведский, немецкий, японский, болгарский, польский, македонский, армянский, украинский языки. Александр Николаевич публиковался в Живом Журнале.

## Скандалы
В 2011 году Гриценко стал фигурантом скандала, когда «поэта» «Б. Сивко» (а на самом деле — актёра, нанятого на роль успешного бизнесмена и начинающего поэта) приняли в Союз писателей России за сборник стихов, сочинённый компьютерной программой, генерирующей стихотворные строки в случайном порядке. Предысторией события стала мистификация, когда корреспондент телеканала «НТВ» Борис Соболев при помощи компьютерной программы-компилятора «Помощник поэта» составил брошюру бессмысленных стихов «Вещь не в себе», опубликовал её под именем Б. Сивко («бред сивой кобылы»), нанял актёра из картотеки «Мосфильма» и провёл презентацию в Центральном Доме литераторов. Представители Московской городской организации Союза писателей России, включая Александра Гриценко, председателя правления МГО СПР Владимира Бояринова, Альберта Агаяна, Валерия Иванова-Таганского восторгались талантом Б. Сивко и пророчили ему мировую известность. «Поэт» «Борис Сивко» был принят в Союз писателей России и награждён «за верное служение отечественной литературе» литературно-общественной премией «Золотая осень» имени Сергея Есенина. Сюжет был показан по ТВ в декабре 2011 года и получил резонанс в литературной среде. Сам Александр Гриценко отрицает свою прямую причастность к скандалу и объясняет произошедшее следующим образом: «Возможно, это победа искусственного разума над малообразованными любителями писать поэтические тексты».
В 2010 году помог Юрию Куклачеву выиграть суд с Михаилом Вербицким, и получить в качестве компенсации морального вреда денежную сумму в размере 40000 рублей в качестве компенсации морального вреда за то, что Михаил называл артиста живодером и утверждал, что тот мучает кошек электрошоком.
В 2015 году на Александра Гриценко было совершено нападение.
В 2020 году внимание литературной общественности привлекли странные действия Гриценко во главе Интернационального союза писателей: практика ИСП по громогласному объявлению о присуждении своих премий собственным безвестным членам наряду с российскими и мировыми литературными знаменитостями вплоть до Маргарет Этвуд была названа очковтирательством, указывалось также на то, что в Фейсбуке тех, кто пишет о Гриценко что-либо нелицеприятное, начинают атаковать боты.
В ответ на опубликованный на сайтах Интернационального Союза Писателей и «Литературной газеты» 7 сентября 2020 года список лауреатов Московской литературной премии писатели Илья Кукулин, Валерий Печейкин и Галина Рымбу опубликовали протестное письмо, в котором попросили не считать их лауреатами Московской литературной премии, поскольку они не принимали участие в конкурсе.
Участие значимых писателей в конкурсах, проводимых Интернациональным Союзом Писателей, Александр Гриценко объясняет возможностью выдвижения на премию в том числе от номинаторов, а не только от самовыдвиженцев. Скандал Гриценко связывает с политическими (либерально-патриотическими) разногласиями в среде известных писателей, драматургов и журналистов.

## Общественно-политическая позиция
С 2015 года Александр Гриценко был внесен в базу данных украинского сайта «Миротворец» за участие «в пропагандистских пророссийских мероприятиях в Крыму и на Донбассе», а именно за «Сознательное нарушение Государственной границы Украины с целью проникновения в оккупированный россией Крым. Участие в пропагандистских мероприятиях россии (страна-агрессор). Участие в попытках легализации аннексии АР Крым. Сознательное нарушение государственной границы Украины с целью проникновения на оккупированную российско-террористическими бандформированиями территорию Украины на Донбассе. Сотрудничество с пророссийскими террористическими организациями» . Имеется ввиду сентябрь 2020, фестиваль «Звезды над Донбасом» и фестиваль «Созвездие Аю-Даг» в Крыму в 2015—2017 гг.
При этом сам Гриценко считает себя «центристом». Об этом он неоднократно упоминал в своих интервью.
Является одновременно членом всемирной организации писателей «Русский ПЕН-клуб» и «Союза писателей ДНР».

## Награды
- Серебро Евразийского литературного фестиваля фестивалей ЛИФФТ (2016)
- Финалист премии «Нонконформизм-2012» издательства «Независимая газета» и книжного приложения «Экслибрис НГ». За рассказ «Это было у зубного» (Москва)
- Специальный приз литературной конференции по вопросам фантастики «Роскон» «За крупный вклад в развитие фантастики» (Москва),
- Приз международного кинофестиваля Саввы Морозова в номинации «Драматургия» (Москва),
- Приз фестиваля фантастики «Аю-Даг» «Герой фэндома» (Ялта)[20],
- Гран-при Международного конкурса имени Де Ришельё, Бриллиантовый Дюк в номинации «Авторская книга» за сборник «Избранное» (Одесса)
- Лауреат Всероссийской литературной премии им. А. П. Чехова МГО СПР (Москва),
- Почетная грамота Министерства культуры Российской Федерации «За большой вклад в развитие культуры»
- Почетная грамота Министерства связи и массовых коммуникаций Российской Федерации «За значительный вклад в развитие отечественной словесности и поддержку современного литературного процесса в России»
- Почетная грамота префекта Центрального административного округа города Москвы «За значительный вклад в социально-культурное развитие Центрального административного округа и города Москвы, весомый вклад в современный литературный процесс, выявление и поощрение молодых и талантливых литераторов»,
- Почетная грамота префекта Юго-Восточного административного округа «За большой вклад в развитие отечественной культуры, современный театральный процесс и в связи с пятилетием успешной деятельности в Юго-Восточном административном округе города Москвы»,
- Почетная грамота губернатора Астраханской области «За успехи, достигнутые в многолетней творческой деятельности, и большой вклад в развитие литературного искусства в Астраханской области»,
- Благодарность Центрального клуба МВД России «За содействие в проведение мероприятий Центрального клуба МВД России для сотрудников органов внутренних дел и военнослужащих внутренних войск МВД России»
- Диплом Московской городской организации Союза писателей России «За верное служение отечественной литературе»
- Памятная медаль «700 лет со дня рождения Сергия Радонежского»
- Почетная грамота управления культуры Центрального Административного округа города Москвы,
- Императорская медаль «Юбилей всенародного подвига.1613-2013»,
- Памятная ведомственная медаль Министерства культуры Российской Федерации «150-летие со дня рождения А. П. Чехова»
- Медаль фонда В.Розова «За вклад в Отечественную Культуру»
- Медаль Правительства Москвы «За доблестный труд»
- Медаль Правительства Москвы «За вклад в подготовку празднования 65-летия Победы в Великой Отечественной войне»
- Медаль «Честь и польза»
- Медаль Правления Московской городской организации Союза писателей России А. П. Чехова
- Медаль «75 лет Литературному институту имени Горького»
- Медаль «55 лет Московской городской организации Союза писателей России»
- Памятная медаль «100 лет музею „Домик Лермонтова“»
- Дипломант Всетрудовые подвиги и служение идеалам добра и милосердия"
- Благодарность Общественной палаты Донецкой Народной Республики, получена на Втором международном фестивале «Звезды над Донбассом»
- Благодарность от Московской городской думы, июнь 2021
- Благодарность за плодотворную деятельность российского конкурса «Национальное достояние», грамота фонда «Меценаты столетия» — «За трудовые подвиги и служение идеалам добра и милосердия»
- Благодарность за общественную и благотворительную деятельность, значительный вклад в развитие культурных связей между Донецкой Народной Республикой и Российской Федерацией, сентябрь 2021

## Произведения
Среди наиболее значимых произведений Александра Гриценко
- Книга «Избранное», серия «Современники и классики» (Москва, Россия), удостоена премии Ришельё (Бриллиантовый Дюк)
- Повесть «Сон о Ховринской больнице», литературная премия Ивана Хемницера, литературная премия Бориса Шаховского,
- Пьеса «Носители» (удостоена премии «Дебют» 2005, Хрустальная Роза Виктора Розова 2005, медали «За вклад в отечественную культуру»)
- Рассказ «Триумвират. Миссия: спасти Наполеона», сборник «Гусариум» (в соавторстве), финал голосовательной премии «Роскон»,
- Сборник рассказов «Сны»
- Книга публицистики «На все есть дедлайны!»